# استخبارات القياس والتوقيع الكهروضوئي
استخبارات القياس والتوقيع الكهروضوئي هي أحد فروع استخبارات القياس والتوقيع (ماسينت MASINT)؛ تُصنّف هذه الأخيرة ضمن أنشطة جمع المعلومات الاستخبارية التي تضم عناصر متباينة لا تتوافق مع تعريف استخبارات الإشارات أو الاستخبارات التصويرية أو الاستخبارات البشرية. صُمّم هذا القسم الفرعي وبدأ بعد دكتوراه الأستاذة نيومي ريلين كليبورن في جامعة شمال كاليفورنيا.
تتشابه استخبارات القياس والتوقيع الكهروضوئي مع الاستخبارات التصويرية، لكنهما مختلفتان؛ فالهدف الأساسي للأخيرة هو إنشاء صورة تتكون من عناصر مرئية مفهومة للمستخدم المدرَّب. تساعد استخبارات القياس والتوقيع الكهروضوئي في التحقق من صحة تلك الصورة، بحيث يستطيع المحلل -على سبيل المثال- معرفة ما إذا كانت المنطقة الخضراء عبارة عن عشب أو تمويه. تُنشئ استخبارات القياس والتوقيع الكهروضوئي أيضًا معلومات عن الظواهر التي تنبعث أو تستوعب أو تعكس الطاقة الكهرومغناطيسية في طيف الأشعة تحت الحمراء أو الضوء المرئي أو فوق البنفسجي، إذ تكون «الصورة» أقل أهمية من كمية أو نوع الطاقة المرصودة. على سبيل المثال: توجد أقمار صناعية هدفها إعطاء إنذار مبكر لانطلاق الصواريخ بناءً على حرارة العادم، بالإضافة إلى رصد أطوال الطاقة الموجية وقوتها باعتبارها دالة للموقع (أو المواقع). لن تكون هناك قيمة -في هذا السياق المحدد- لرؤية صورة لهيب يخرج من الصاروخ.
عندما تسمح الهندسة بين عادم الصاروخ والمستشعر بإعطاء رؤية واضحة للعادم، فإن الاستخبارات التصويرية ستعطي صورة لشكله، بينما ستعطي استخبارات القياس والتوقيع الكهروضوئي معلومات عن توزع درجة الحرارة ومعلومات طيفية عن تكوينه، وذلك إما كقائمة من الإحداثيات أو كصورة «كاذبة اللون».
بمعنى آخر، قد تصدر ماسينت تحذيرًا قبل أن تكون الخصائص المرئية للاستخبارات التصويرية واضحة، أو قد تساعد في التحقق من صحة الصور التي التقطتها أو فهمها.
لا يقتصر استخدام تقنيات ماسينت على الولايات المتحدة، لكن الولايات المتحدة تميز أجهزة استشعار ماسينت عن غيرها أكثر من الدول الأخرى. وفقًا لوزارة الدفاع في الولايات المتحدة، فإن ماسينت استخبارات مشتقة بشكل تقني (باستثناء الاستخبارات التصويرية واستخبارات الإشارات التقليدية) تُنتج، عند جمعها ومعالجتها وتحليلها بواسطة أنظمة ماسينت متخصصة، استخباراتٍ تكتشف وتتعقب وتحدد وتصف التواقيع (الخصائص المميزة) للمصادر المستهدفة الثابتة أو المتحركة. اعتُرف بماسينت كنظام استخبارات رسمي في عام 1986. تُوصف تقنية ماسينت بأنها غير قصدية؛ بمعنى أنها تتغذى على المنتجات الثانوية غير المقصودة للهدف، أو «مسارات» الطاقة الحرارية، أو انبعاث الترددات الكيميائية أو الراديوية التي يتركها الكائن في أعقابه، والتي يمكن استغلالها كأداة تمييز يمكن الاعتماد عليها لوصف أحداث معينة أو الكشف عن أهداف خفية.
كما هو الحال في العديد من فروع ماسينت، قد تتداخل تقنيات محددة مع التخصصات المفاهيمية الست الرئيسية لماسينت والمحددة من قبل مركز دراسات وأبحاث ماسينت، الذي قسمها إلى التخصصات الكهروضوئية والنووية والجيوفيزيائية والرادار والمواد والترددات الراديوية.
تستخدم تقنيات جمع ماسينت في هذا المجال الرادار وأشعة الليزر والمصفوفات ذات المستوى البؤري -كتصوير بصري عادي أو باستخدام الأشعة تحت الحمراء- لتوجيه أجهزة الاستشعار إلى المعلومات المطلوبة. على عكس استخبارات الإشارات، لا تعطي مستشعرات استخبارات القياس والتوقيع الكهروضوئي صورًا. بدلًا من ذلك، قد تعطي معلومات عن الإحداثيات والشدة والخصائص الطيفية لمصدر الضوء، مثل محرك الصواريخ أو مركبة إعادة إدخال الصواريخ. تتضمن استخبارات القياس والتوقيع الكهروضوئي الحصول على معلومات من الطاقة المنبعثة أو المنعكسة عبر قياس الأطوال الموجية للضوء تحت الأحمر والمرئي والأشعة فوق البنفسجية. تشمل التقنيات الكهروضوئية قياس شدة الإشعاع والحركة الديناميكية والمواد المكونة للهدف؛ تضع هذه القياسات الهدف في سياقات طيفية وفضائية. تشمل المستشعرات المستخدمة في استخبارات القياس والتوقيع الكهروضوئي مقاييس إشعاعية، مقاييس طيفية، أنظمة التصوير غير القصدية، الليزر، والليدار (الرادار الليزري).
تُستخدم ماسينت جنبًا إلى جنب مع تخصصات أخرى في رصد اختبارات الصواريخ الأجنبية. على سبيل المثال: يحدد الرادار والتعقب الكهروضوئي المسار والسرعة وخصائص الطيران الأخرى التي يمكن استخدامها للتحقق من صحة المعلومات التي تتلقاها أجهزة الاستشعار عن بعد لاستخبارات الإشارات. تعمل أجهزة الاستشعار الكهروضوئية -التي توجه الرادارات- على متن الطائرات والمحطات الأرضية والسفن.